# Sparaksis
Sparaksis (Sparaxis Ker Gawl.) – rodzaj wieloletnich roślin należący do rodziny kosaćcowatych. Należy do niego ok. 13 gatunków roślin występujących w południowej Afryce, w regionie przylądkowym. Nazwa łacińska pochodzi z greckiego słowa sparasso, oznaczającego łzy, ze względu na kształt przylistków tej rośliny. Gatunek typowy nie został wyznaczony.

## Morfologia
ŁodygaNaga, gruba, nierozgałęziona lub rozgałęziona u nasady lub nieco powyżej. Wyrasta z małych, okrągłych bulw chronionych twardą, włóknistą powłoką. Bulwy zakorzenione są u nasady.
LiścieWyrastają z nasady bulwy, rzadko z łodygi. Najniższe 2 – 3 liście są pochwiaste; kolejne są lancetowate do linearnych lub sierpowate.
KwiatyKwiatostan składa się z kilku do kilkunastu kwiatów w luźnym kłosie. Przylistki suche i pomarszczone; blade z brązowymi paskami; lancetowate, jajowate lub łopatkowe. Kwiaty symetryczne lub zygomorficzne.
OwoceTorebka beczkowata lub owalna.
NasionaW każdej torebce znajduje się od 4 do 15 okrągłych, relatywnie dużych i błyszczących nasion o gładkiej powierzchni.

## Systematyka
SynonimySynnotia Sweet, Streptanthera Sweet, Anactorion Raf., × Sparanthera Cif. & Giacom.
Pozycja systematyczna według Angiosperm Phylogeny Website (aktualizowany system APG III z 2009)
Jeden z rodzajów podrodziny Crocoideae G. T. Burnett z rodziny kosaćcowatych (Iridaceae) należącej do rzędu szparagowców (Asparagales) w obrębie jednoliściennych.
Gatunki
- Sparaxis auriculata Goldblatt & J.C.Manning
- Sparaxis bulbifera (L.) Ker Gawl.
- Sparaxis caryophyllacea Goldblatt
- Sparaxis elegans (Sweet) Goldblatt
- Sparaxis fragrans (Jacq.) Ker Gawl.
- Sparaxis galeata Ker Gawl.
- Sparaxis grandiflora (D.Delaroche) Ker Gawl.
  - Sparaxis grandiflora subsp. acutiloba Goldblatt
  - Sparaxis grandiflora subsp. fimbriata (Lam.) Goldblatt
  - Sparaxis grandiflora subsp. grandiflora.
  - Sparaxis grandiflora subsp. violacea (Eckl.) Goldblatt
- Sparaxis maculosa Goldblatt
- Sparaxis metelerkampiae (L.Bolus) Goldblatt & J.C.Manning
- Sparaxis parviflora (G.J.Lewis) Goldblatt
- Sparaxis pillansii L.Bolus
- Sparaxis roxburghii (Baker) Goldblatt
- Sparaxis tricolor (Schneev.) Ker Gawl.
- Sparaxis variegata (Sweet) Goldblatt
- Sparaxis villosa (Burm.f.) Goldblatt

## Wykorzystanie
Niektóre gatunki Sparaxis (np. S. tricolor) są uprawiane jest jako roślina ozdobne. Jedną z chorób jakim ulegają jest penicilioza cebul. Powodują ją: Penicillium gladioli, Penicillium funiculosum, Penicillium spinulosum, Penicillium paxilli, Penicillium ochrochloron.